# Szotolon
A szotolon különösen erős aromájú vegyület. Nagyobb töménységben a juharszirup és a karamell, kisebben a görögszéna és a lestyán illatát és ízét adja. Megtalálható a melaszban, a régi rumban, szakéban és fehérborban, a sherry élesztőrétegében (a florban) és a szárított daróc-tejelőgombában (Lactarius helvus).
A szotolon változatlan formában ürül ki a szervezetből, így nagyobb mennyiségű (juharszirup) fogyasztása után érezhető az izzadságban és a vizeletben.
Felhasználják juharszirup mesterséges előállítására és a dohány ízesítésére.

## Fordítás
Ez a szócikk részben vagy egészben  a   Sotolon című angol Wikipédia-szócikk fordításán alapul.  Az eredeti cikk szerkesztőit annak laptörténete sorolja fel. Ez a jelzés csupán a megfogalmazás eredetét és a szerzői jogokat jelzi, nem szolgál a cikkben szereplő információk forrásmegjelöléseként.